# Hermonassa penna
Hermonassa penna là một loài bướm đêm trong họ Noctuidae.